# ازان‌ده
ازان ده یا ازآنده، روستایی است از توابع بخش مرکزی شهرستان سوادکوه در استان مازندران ایران.
این روستا یکی از زیباترین روستاهای شهرستان سوادکوه، ودر۳ کیلومتری شهرپل سفید واقع می‌باشد؛ که در دامنه رشته کوه‌های البرز و مملو از جنگلهای انبوه و استوار می‌باشد که در فصل بهار چهره‌ای سبز و دیدنی به خود می‌گیرد. چشمه‌های جوشان و گوارا اطراف این روستا را احاطه کرده‌است. در قلب جنگل‌های این روستا دشتهایی وسیع و سرسبز دیده می‌شود، که در روز ۱۳ فروردین هر سال پر از مسافر می‌شود. یکی از مهم‌ترین دلایلی که مسافران را به این مکان سوق می‌دهد احداث جاده درمسیر جنگل و گیاهان دارویی مختلفی است که در آن واقع است.

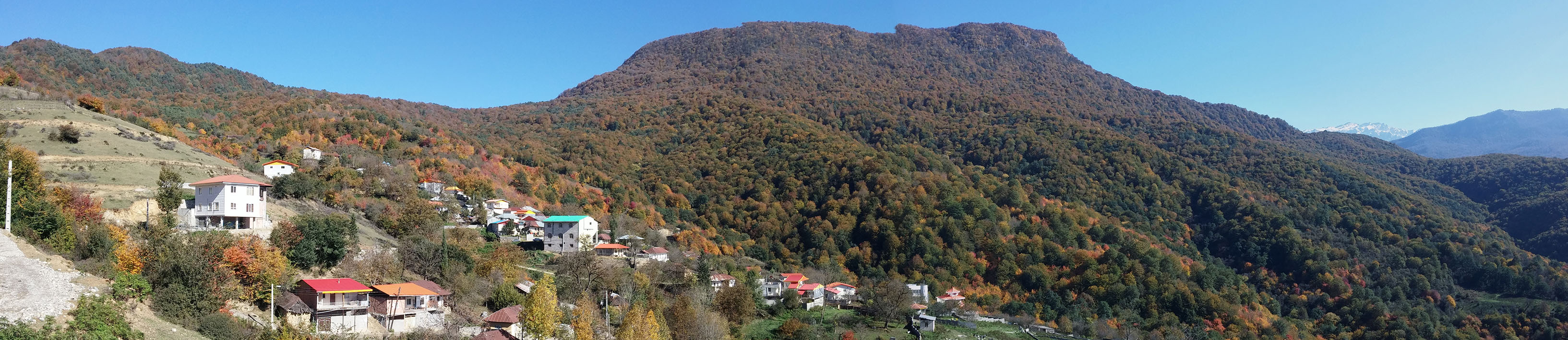
تصویر پانوراما از روستای ازآنده

## پوشش گیاهی
آب و هوای معتدل مرطوب می‌باشد. ریزشهای جوی در روستا زیاد بوده و از نظر آب و هوایی شرایط لازم را به عمل آورده‌اند در نتیجه در سراسر روستا پوشش گیاهی غالب را درختان جنگلی تشکیل می‌دهند که به‌طور عمده شامل درختان پهن برگ خزان دار می‌باشد به‌گونه‌ای که هفتاد الی هشتاد درصد ارتفاعات روستا و شهرستان [سواد کوه] پوشیده از درختان جنگلی می‌باشد وسایر ارتفاعات را نیز مراتع در اختیار خود دارند که مورد استفاده دامداران است.

## جمعیت
این روستا در دهستان راستوپی قرار دارد و براساس سرشماری مرکز آمار ایران در سال ۱۳۸۵، جمعیت آن ۱۱۵ نفر (۳۶خانوار) بوده‌است.

## تصاویر

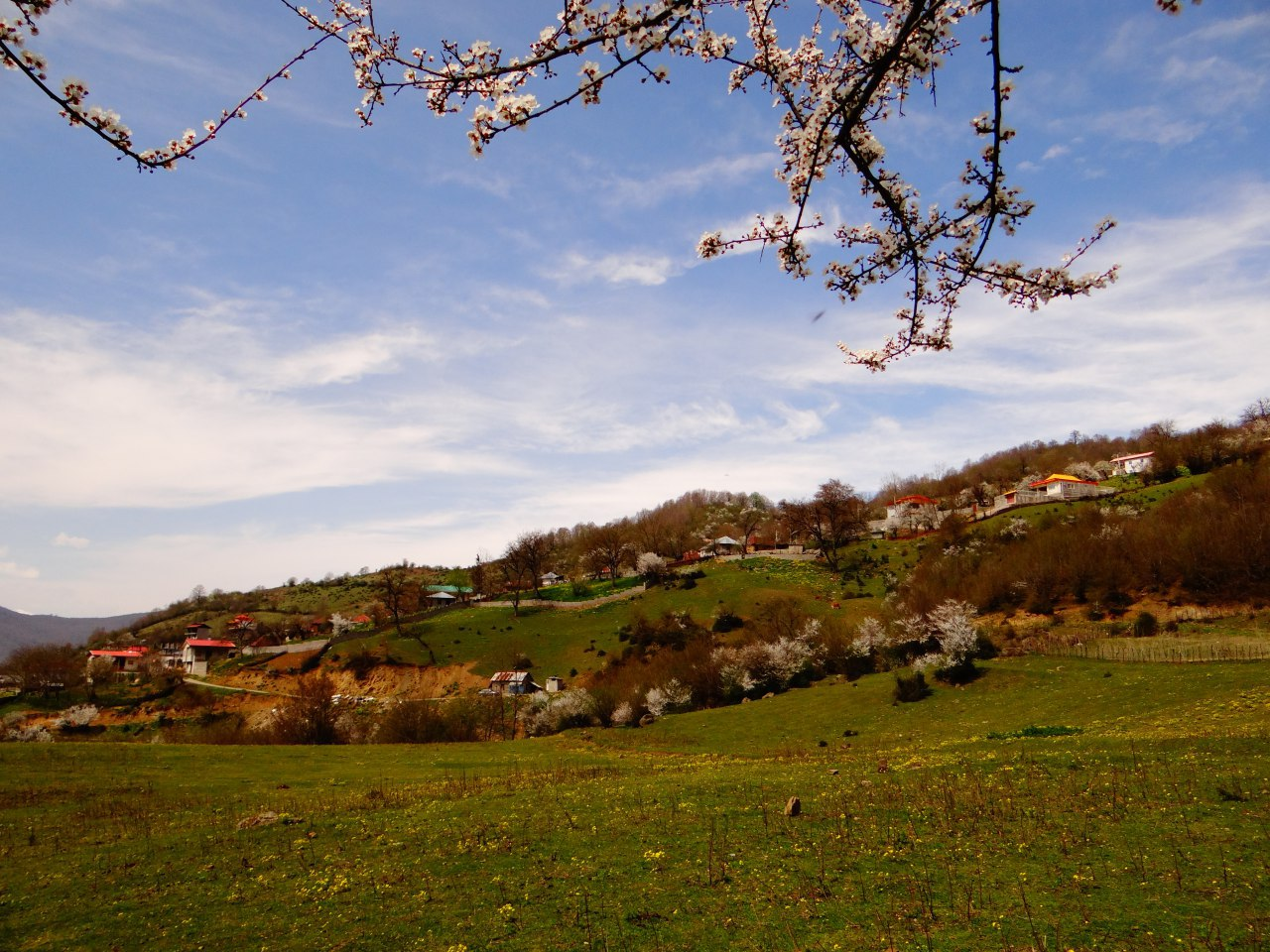
روستای زیبای ازآنده
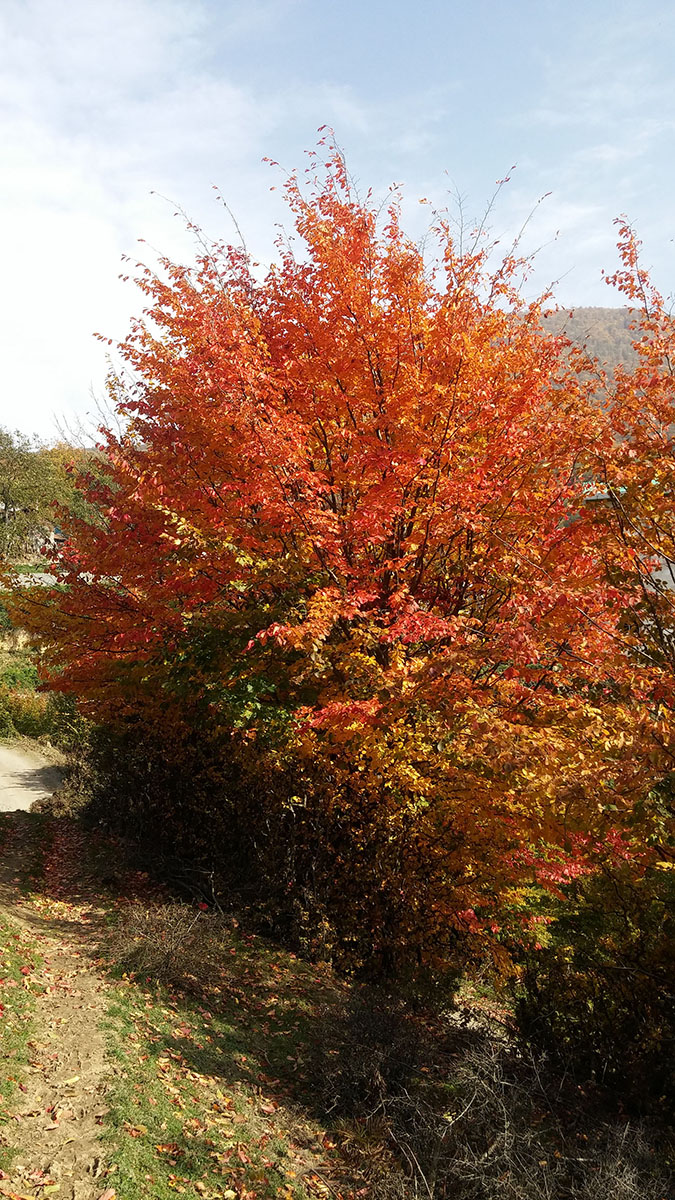
روستای زیبای ازآنده
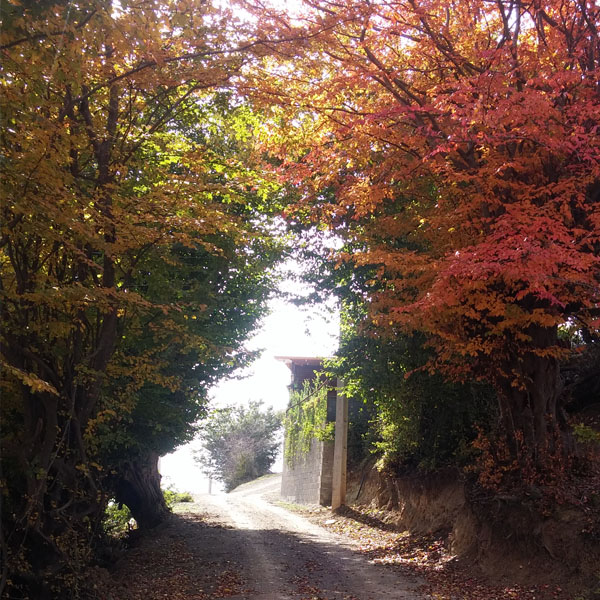
روستای زیبای ازآنده
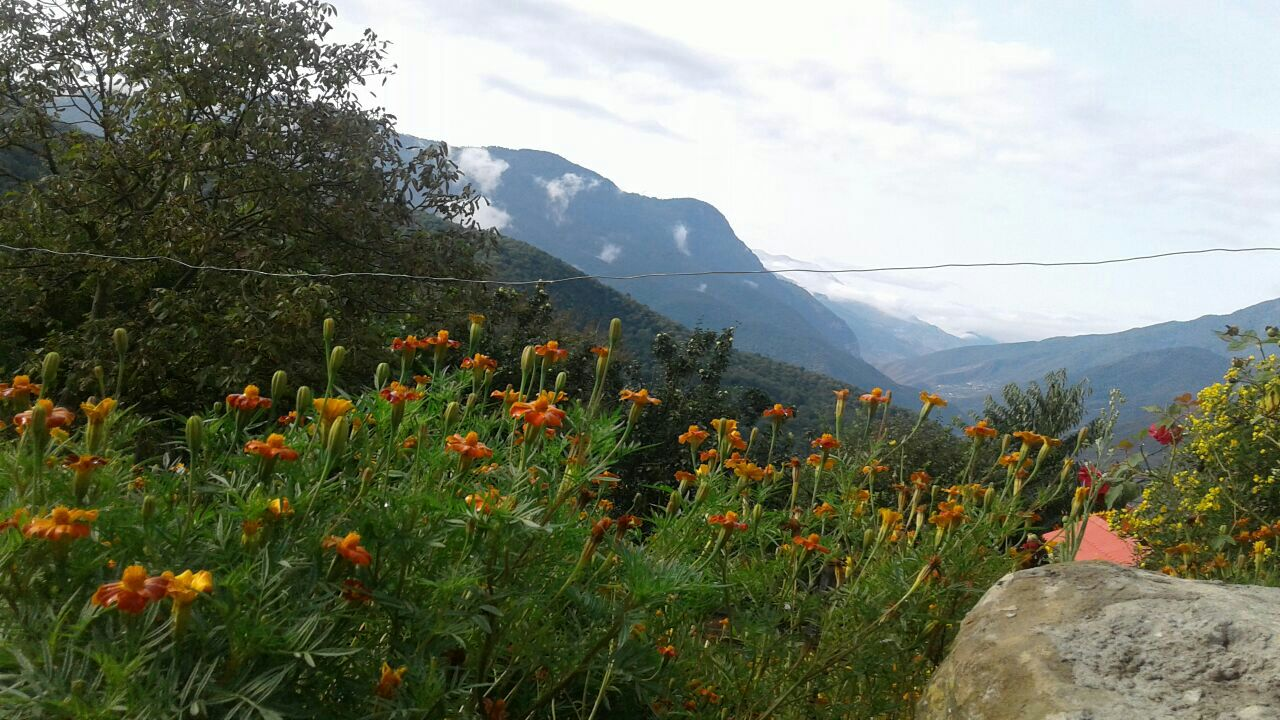
روستای زیبای ازآنده
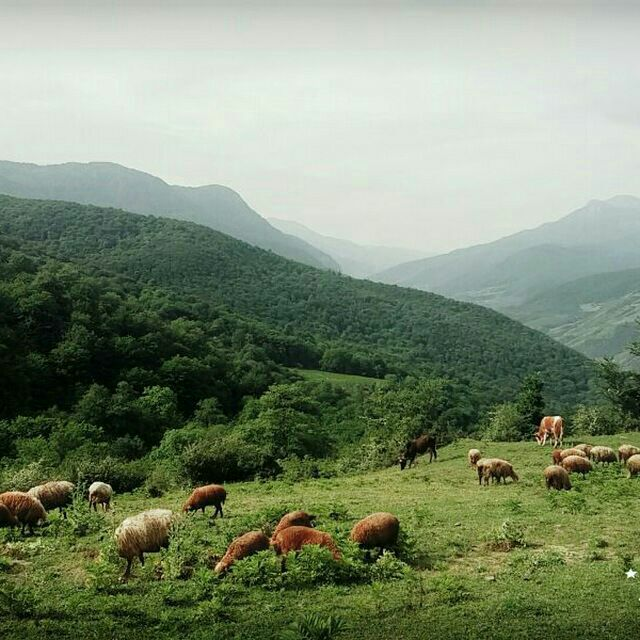
روستای زیبای ازآنده
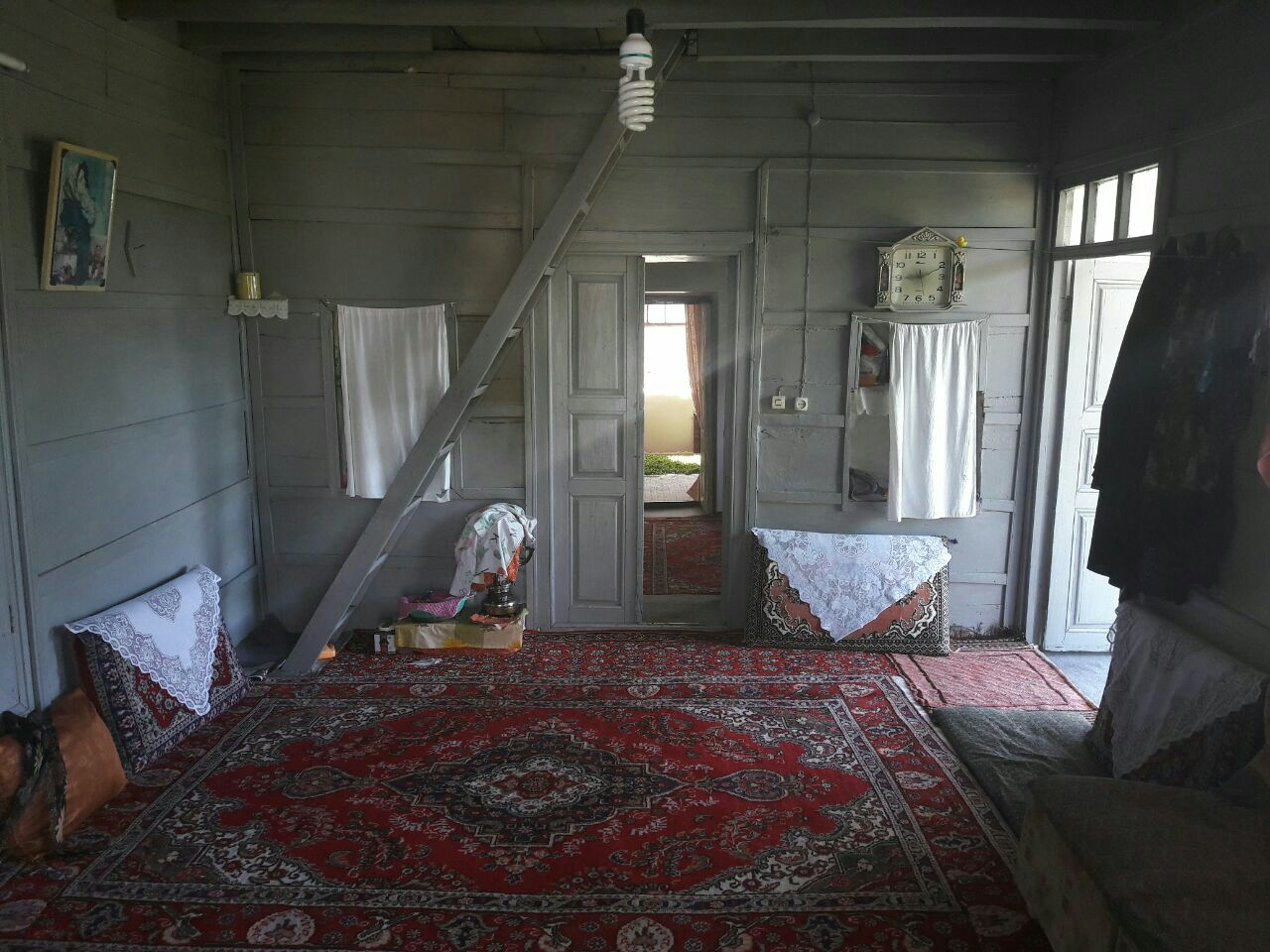
خانه حبیب الله بدیعی
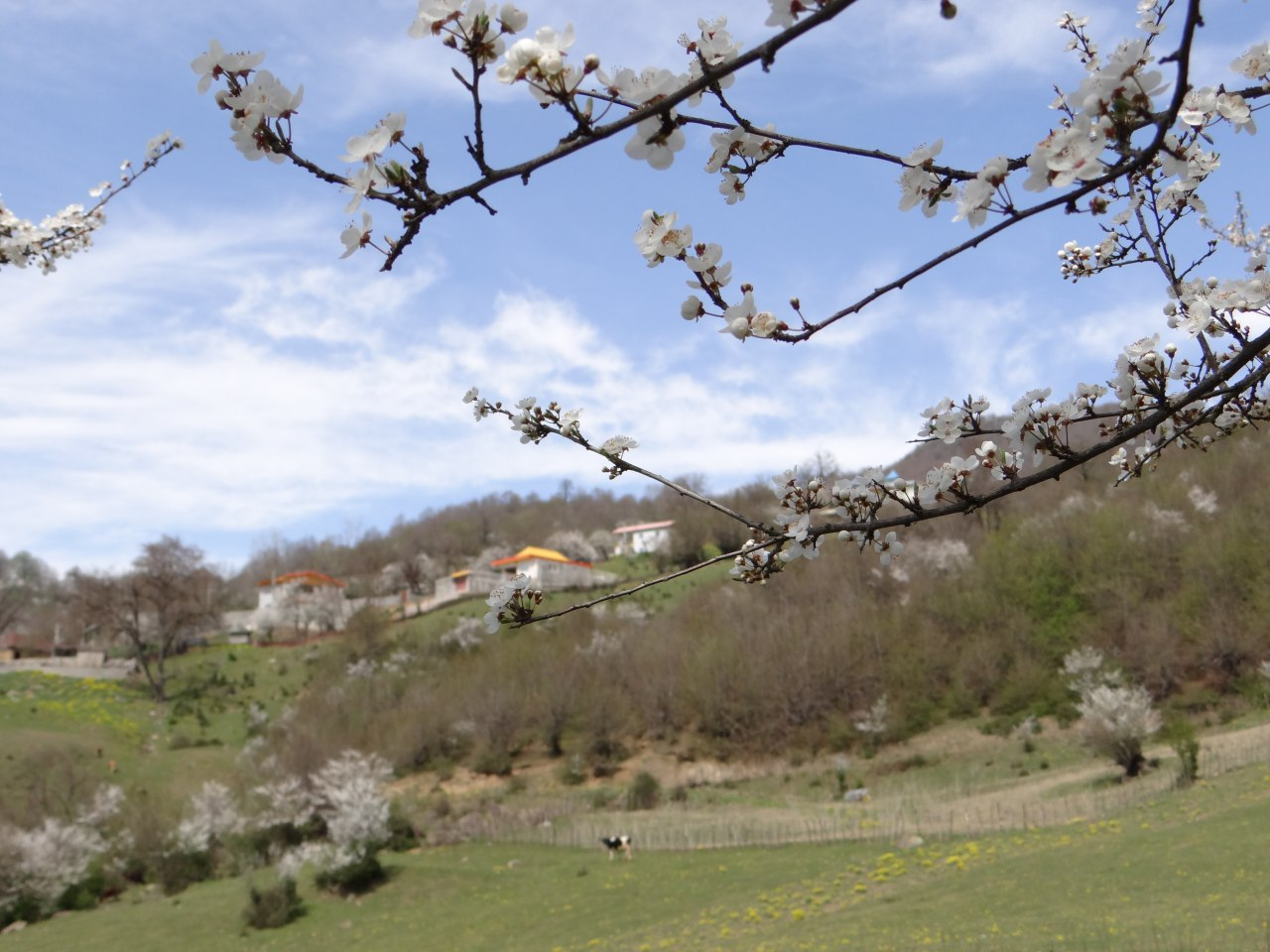
روستای زیبای ازآنده
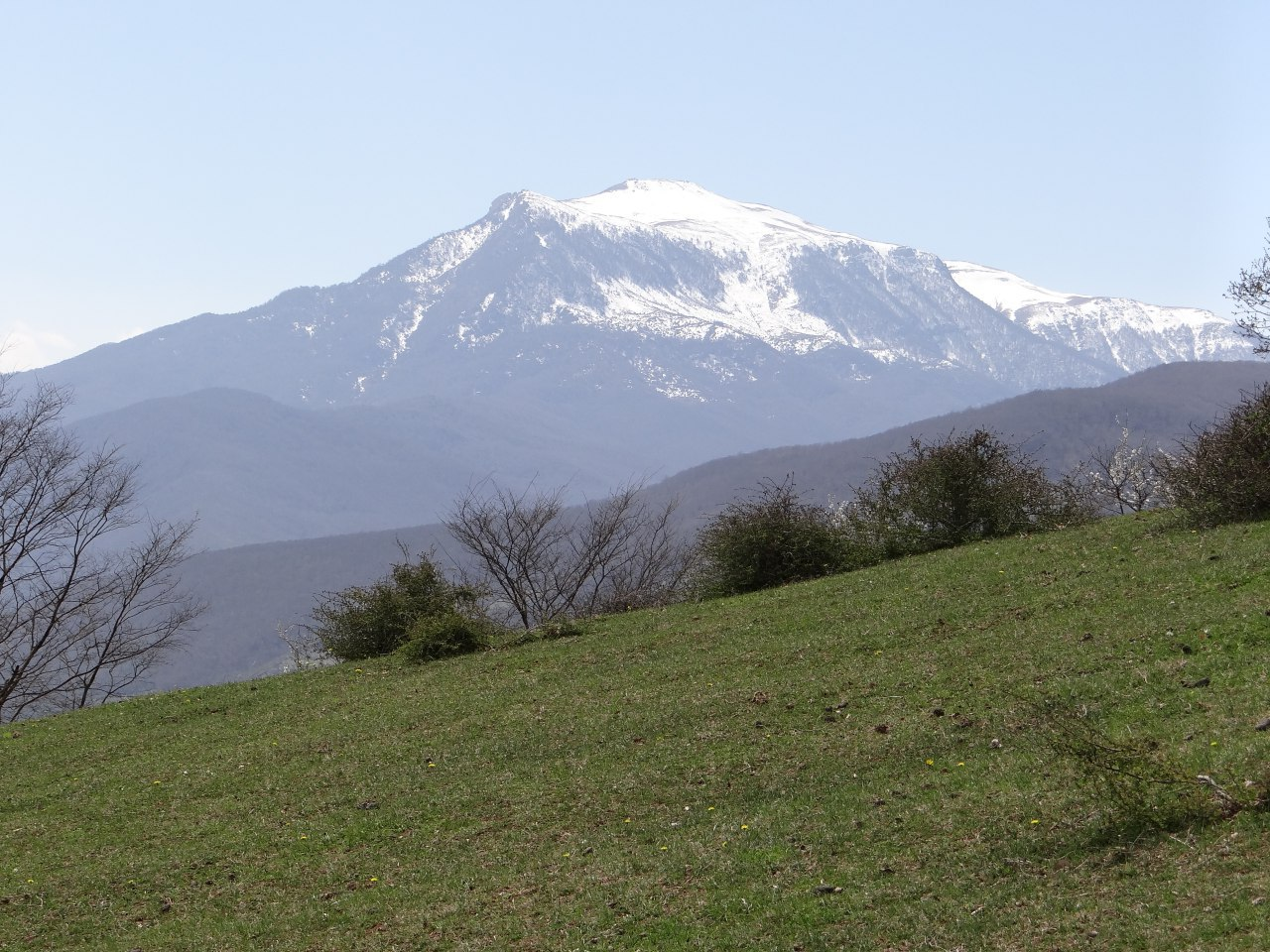
روستای زیبای ازآنده
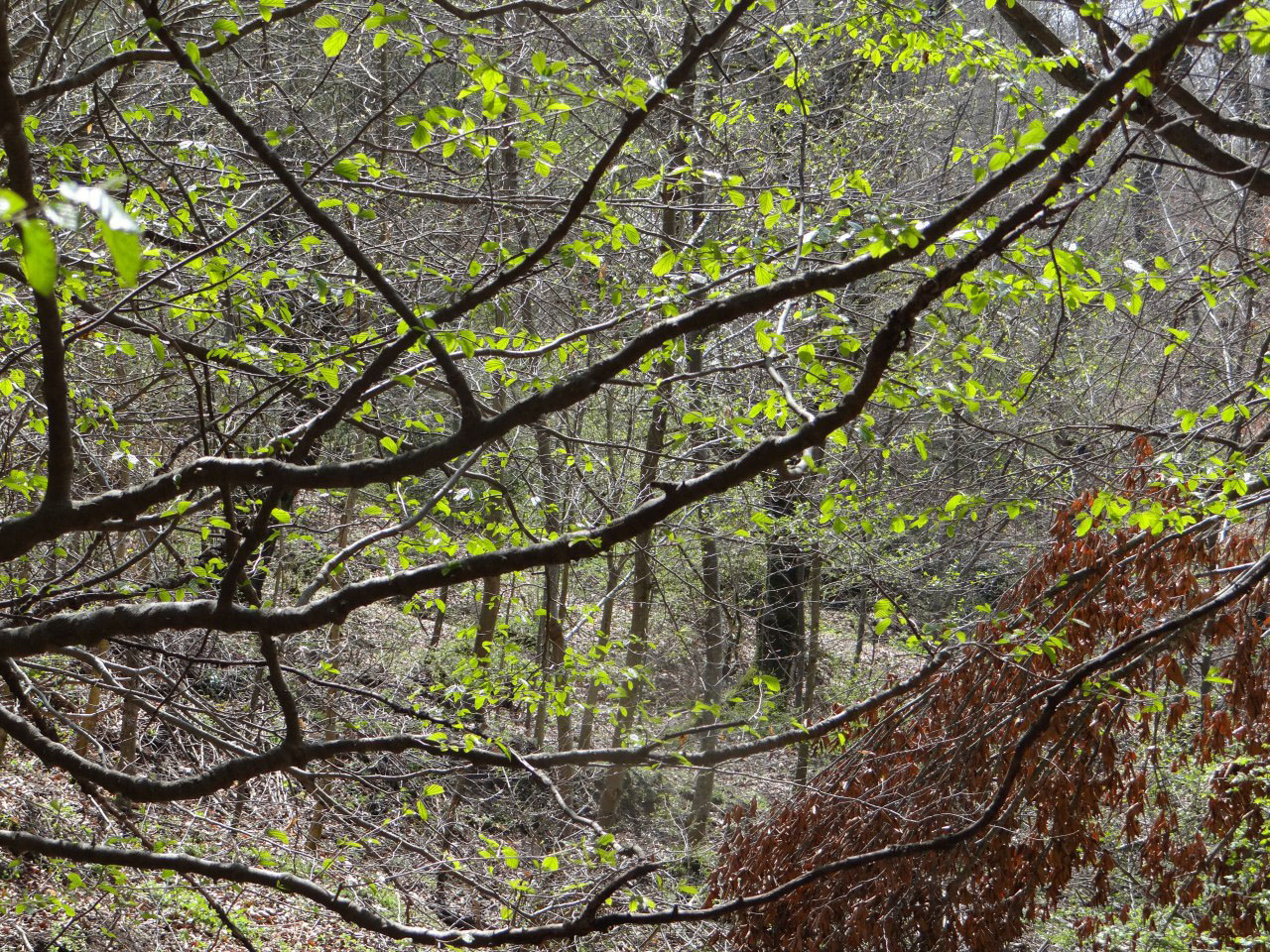
روستای زیبای ازآنده
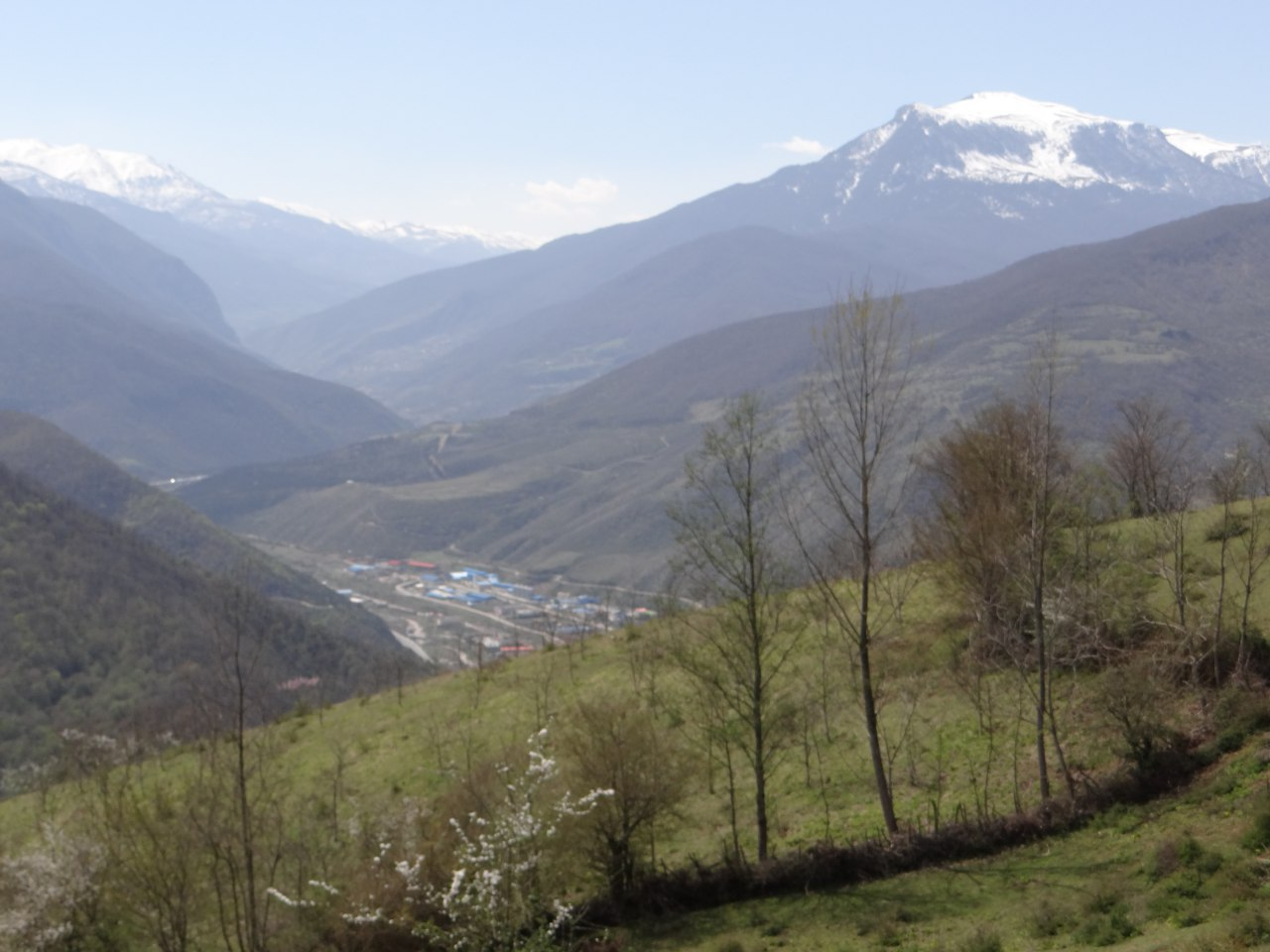
روستای زیبای ازآنده
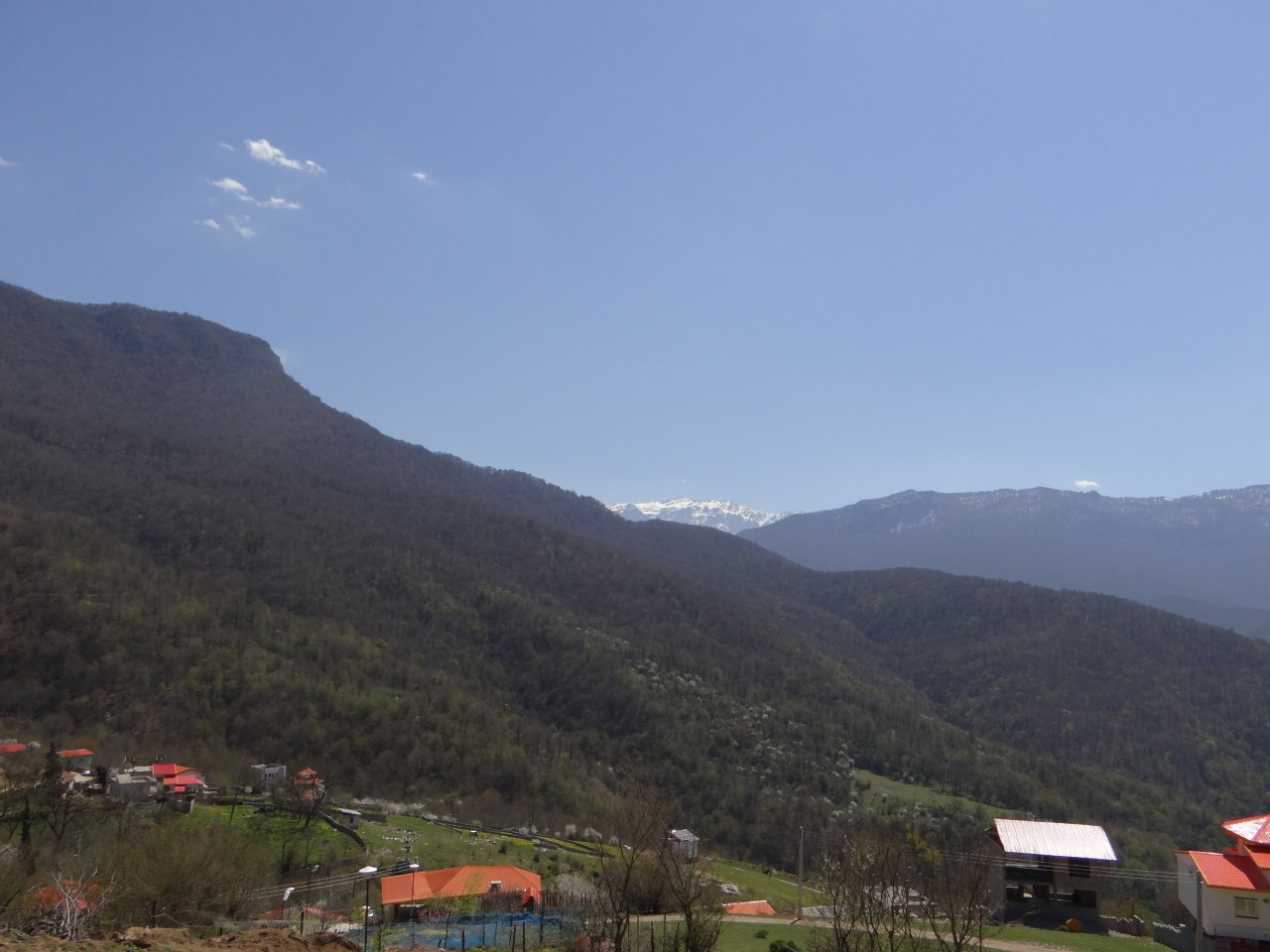
روستای زیبای ازآنده
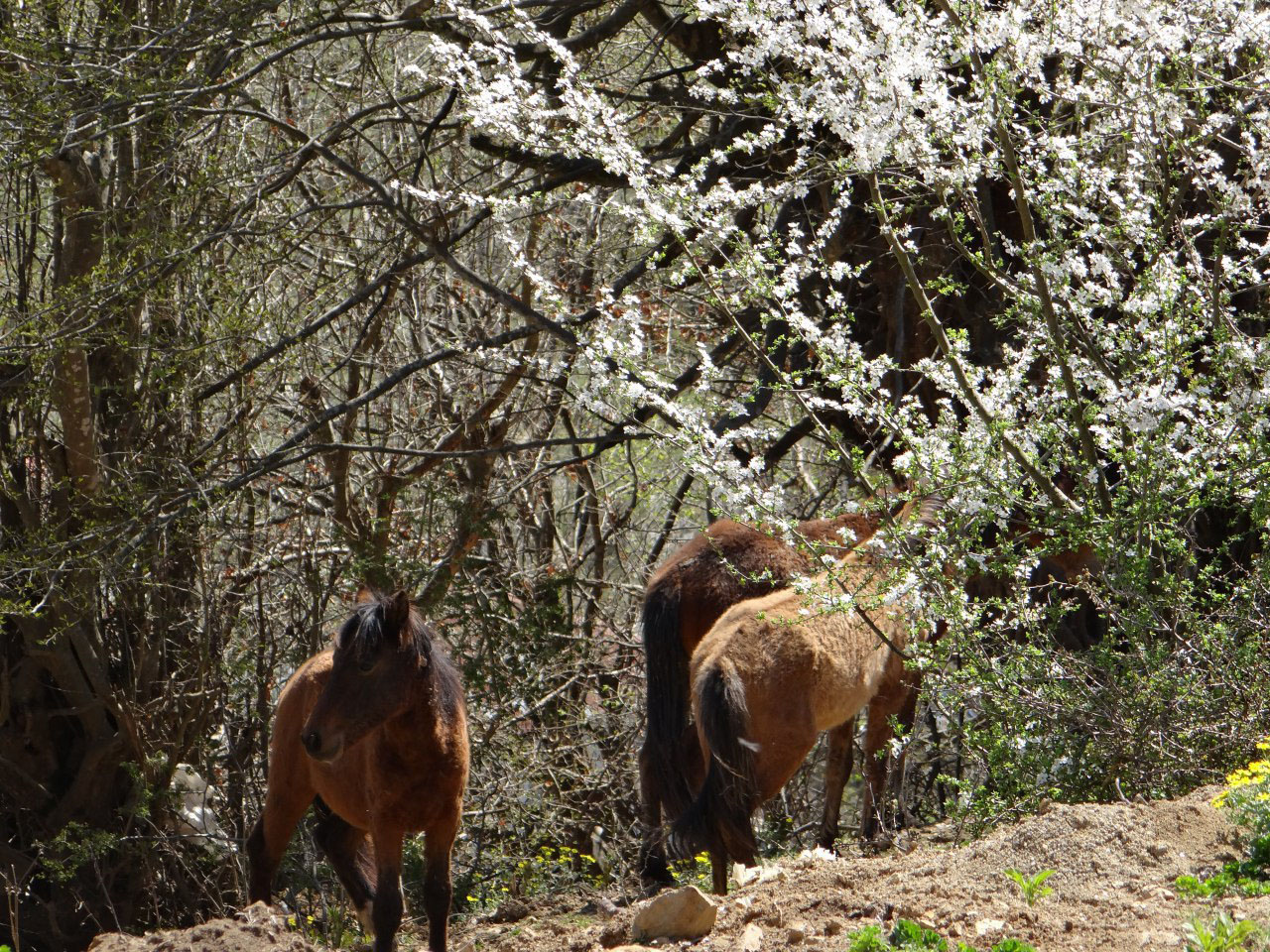
روستای زیبای ازآنده